# 211380 Kevinwoyjeck
211380 Kevinwoyjeck este un asteroid din centura principală de asteroizi.

## Descriere
211380 Kevinwoyjeck este un asteroid din centura principală de asteroizi. A fost descoperit pe 5 octombrie 2002 la Apache Point Observatory în cadrul programului Sloan Digital Sky Survey. Asteroidul prezintă o orbită caracterizată de o semiaxă mare de 2,72 ua, o excentricitate de 0,06 și o înclinație de 6,8° în raport cu ecliptica.